# P. Craig Russell
Philip Craig Russell (Wellsville, 30 ottobre 1951) è un fumettista e illustratore statunitense.
Laureato in Pittura all'Università di Cincinnati, inizia a disegnare fumetti per la Marvel Comics, su albi di nicchia (Killraven e Dottor Strange) che gli valgono l'ammirazione di critica e pubblico per le influenze neoclassiche, e la chiarezza del segno, desunta dalla cultura Art Nouveau.
Refrattario a realizzare titoli mainstream (disegna ed inchiostra anche Batman e Fantastici Quattro), è notato dagli editor della linea Epic Comics della Marvel Comics, che riprende il gusto adulto della francese Métal Hurlant in opere fantasy e di Sword and sorcery, ed infatti Russell dedica alcuni anni ad illustrare Elric, già apparso sulle pagine del comic book Conan.
Un ampio uso di riferimenti fotografici per corpi e visi aggiunge al metodo classico del ritratto la totale libertà con cui Russel disegna città incantate, con l'approccio dell'illustrazione per l'infanzia ottocentesca.
Questo stile lo motiva, sempre per etichette collaterali o editori indipendenti, ad attuare una commistione tra il fumetto puro alla Krazy Kat (vigorose onomatopee, ampio uso di personaggi e panorami appena tratteggiati, come espediente registico e volumetrico), e pure tematiche letterarie - gli ultimi tre libri de Il libro della giungla di Rudyard Kipling, e gli adattamenti di opere di Mozart (Il flauto magico), Strauss (Salomè) e Wagner (L'anello del Nibelungo).
La vocazione al fumetto sofisticato per l'infanzia, evocativamente colorato, attirerà l'interesse di colleghi come Frank Miller, secondo il quale Philip Graig Russell merita di essere seguito in ogni suo nuovo percorso artistico.